# Alexi Laiho
Alexi »Wildchild« Laiho, finski kitarist, 8. april 1979, Espoo, Finska, † december 2020, Helsinki, Finska.
Laiho je veljal za enega najboljših kitaristov na svetu. Znan je po izrednih solističnih nastopih s kitaro. Igra pa tudi v skupini Children of Bodom, ki jo je ustanovil leta 1993 z bobnarjem Jasko Raatikainenom. Umrl je konec decembra 2020 zaradi zapletov z zdravjem. Star je bil 41 let. 